# Комедия (пьеса)
Комедия («Comedya») — пьеса, написанная в 1787 году профессором Забельского доминиканского коллегиума Каэтаном Морашевским, один из наиболее значительных памятников белорусской литературы XVIII века. Пьеса двуязычная: реплики двух персонажей прописаны по-белорусски, тогда как остальные герои разговаривают по-польски. Общий объём белорусского текста в пьесе — около 60 %.

## Содержание
По сюжету, главный герой произведения, крестьянин Дёмка, жалуется на свою тяжёлую жизнь и приходит к выводу, что виновник его несчастий — Адам, первый человек, который согрешил, из-за чего все люди вынуждены работать. Его состояние усугубляет владелец корчмы, который напоминает, что Дёмка задолжал денег за водку. Жалобы Дёмки услышал чёрт и пришёл к нему на встречу. Он пробует убедить крестьянина, что во всём винить надо себя, а не Адама. Также чёрт заявляет, что сам Дёмка не смог бы выполнить даже более простого условия, чем то, что Бог поставил перед Адамом. Желая продемонстрировать свою правоту, чёрт предлагает крестьянину пари. От Дёмки требуется промолчать в течение одного часа, в этом случае он получит крупную сумму денег. Если же он не справится, ему придётся отправиться в Ад. Выиграть пари крестьянину не удаётся, даже несмотря на то, что чёрт дважды простил Дёмку.
«Комедия» представляет собой типичную школьную драму-моралите. Один из персонажей — чёрт — напоминает зрителю о правилах достойной жизни и о наказании за их несоблюдение: попадании в ад. В произведении соблюдается характерный для классицизма принцип единства места, времени и действия.

## Издания
«Комедия» входит в рукописный сборник, составленный преподавателями Забельского коллегиума Каэтаном Морашевским и Михаилом Тетерским. В сборнике представлены две комедии, содержащие белорусскую народную речь: непосредственно «Комедия», а также пьеса Тетерского «Доктор поневоле» (пол. Doktor przymuszony), где в некоторых сценах четвёртого акта появляются белорусскоязычные персонажи. Оригинал «Комедии» находится в отделе рукописей Центральной библиотеки Академии наук Литвы в Вильнюсе.
Впервые напечатана была в 1911 Владимиром Перетцем в 1911 году в Известиях Отделения русского языка и словесности Академии наук. В 1920 году пространные фрагменты из пьесы кириллицей напечатал Евфимий Карский в газете «Беларусь».